# ドロクイ
ドロクイ（学名: Nematalosa japonica）は、ニシン目ニシン科ドロクイ属に属する汽水・海水魚。

## 形態
全長20センチメートルで、上顎前縁に鋭い欠刻がある。近縁種にコノシロやリュウキュウドロクイがいるが、コノシロとは上顎後端が曲がっている点、リュウキュウドロクイとは体高が低い点と、臀鰭の軟条数（ドロクイが21個から23個なのに対し、リュウキュウドロクイは23個から25個）によって区別できる。

## 生態
内湾の砂泥質環境に生息する。プランクトン食性である。

## 分布
日本、台湾、香港、フィリピンなどの内湾に生息する。タイでも記録がある。

## 人間との関係
日本では稀に漁網にかかるが、商品価値が低いため、コノシロの成魚に混ぜて捨てられることが多い。日本国内での個体数は非常に少なく、2007年の環境省による汽水・淡水魚類レッドリストでは絶滅危惧IB類に分類された。
絶滅危惧IB類 (EN)（環境省レッドリスト）